# ردود الفعل الإيرانية على الحرب على غزة (2008–2009)

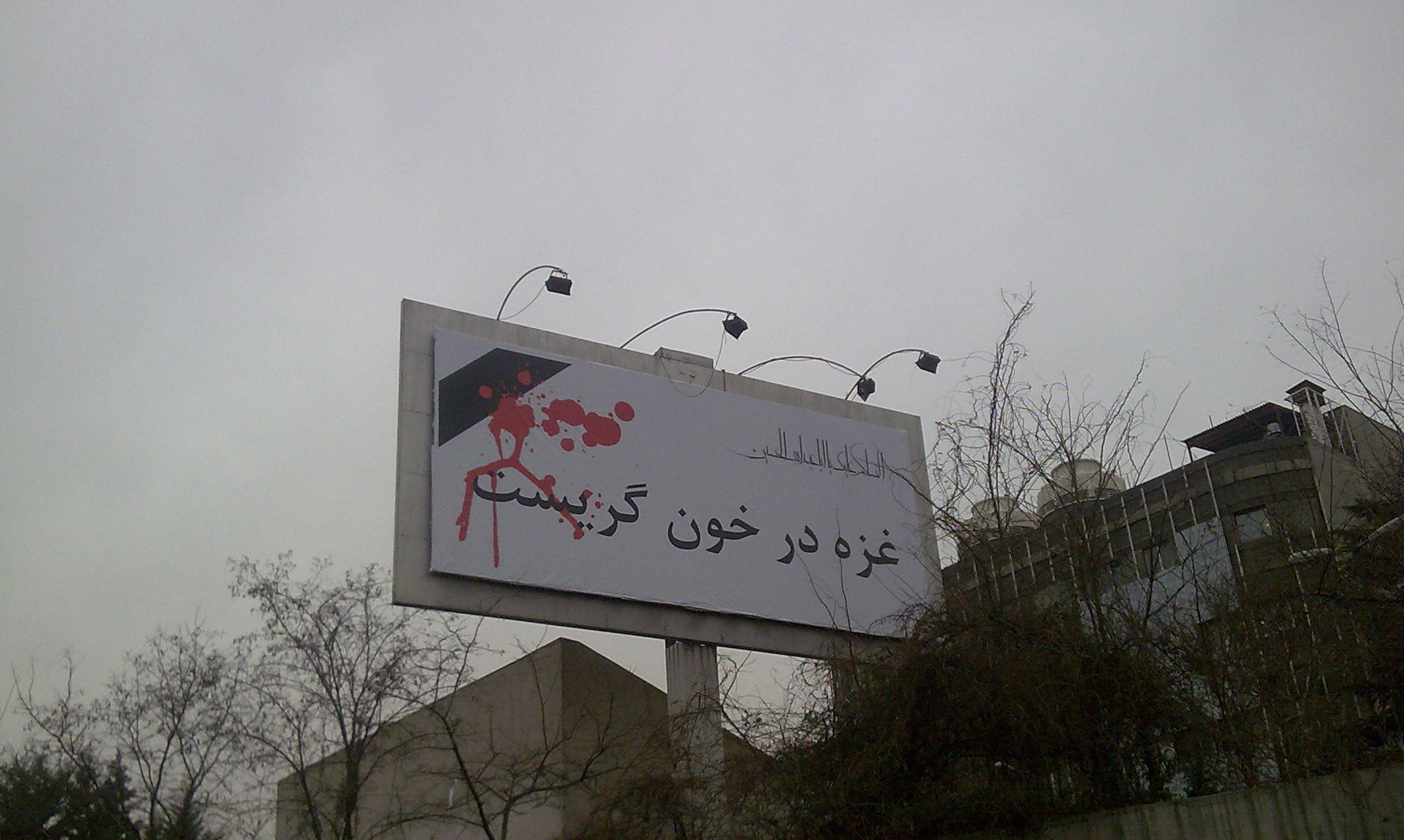
لافتة حضرية لدعم أهل غزة – طهران، إيران (غزة بكت دماً)

رافقت حرب غزة (2008–2009) مواقف للعديد من الدول والمنظمات في العالم. وفي إيران، كانت الحرب مصحوبة بردود فعل من جانب الشعب والمسؤولين الحكوميين، أهمها فتوى الجهاد التي أصدرها علي خامنئي، المرشد الأعلى لإيران، والاعتصام والهجوم على السفارات الأجنبية.

## رد فعل رجال الدين
- بعد حصار قطاع غزة طويل الأمد، والهجوم الجوي الواسع النطاق ومقتل المئات في هذه المنطقة على يد إسرائيل، أصدر علي خامنئي، المرشد الأعلى للجمهورية الإسلامية الإيرانية، رسالة بهذا الصدد بتاريخ 28 ديسمبر/كانون الأول 2008، صرح فيها بأن على كل مسلم أن يبذل قصارى جهده لمعارضة هذا العمل، وأن يعتبر من قُتلوا بهذه الطريقة شهداء. وحتى الآن، لم تكن هناك سابقة لإعلان الجهاد من قبل السلطات. وجاء في رسالة علي خامنئي: «على كل محارب في فلسطين وجميع مؤمني العالم الإسلامي الدفاع عن نساء وأطفال وشعب غزة الأعزل بكل طريقة ممكنة، ومن يُقتل في هذا الدفاع الشرعي والمقدس فهو شهيد، ويرجو أن يكون في عداد شهداء غزوة بدر غزوة أحد، وأن يُحشر في حضرة رسول الله محمد صلى الله عليه وسلم».[2] أعلن علي خامنئي يوم 29 ديسمبر 2008 يومًا وطنيًا للحداد في إيران.
- أدان رجال الدين السنة في غرب إيران، العمل العسكري الإسرائيلي ضد شعب غزة، وذلك بنشر بيان.[3]
- قال حاكم ماشاء الله جولستاني نجاد، المرجع الديني الرسمي لليهود في إيران، أثناء دعوته إلى مساعدة شعب غزة وحظر مساعدة إسرائيل: «الصهاينة ليس لديهم أي التزام بالقواعد الدينية اليهودية ولا يمكن اعتبارهم أبدًا أبناء يعقوب وأمة موسى».[4]
- المرجع الشيعي، علي السيستاني،[5] حسين علي منتظري[6] وناصر مكارم الشيرازي[7] أدانوا هذا الهجوم.

## رد فعل المسؤولين السياسيين
- صادق مجلس الشورى الإسلامي في إيران في 31 ديسمبر/كانون الأول 2008 على خطة عاجلة مزدوجة تقضي بإلزام الحكومة بمواصلة دعم الشعب الفلسطيني حتى ينال حقوقه بأية طريقة ممكنة. وألزم مجلس الشورى الإسلامي الحكومة بتقديم تقرير عن تنفيذ هذا القانون إلى لجنة الأمن القومي والسياسة الخارجية مرة كل أسبوعين.[8]
- أعلن أحمد توكلي  [لغات أخرى]‏ عضو مجلس الشورى الإسلامي في إيران استعداده للتحرك نحو غزة، واقترح أن تتحرك حركة شعبية مكونة من متطوعين من إيران ودول إسلامية أخرى نحو غزة.[9]
- واعتبر محمد خاتمي صمت المجالس العالمية والضمير الإنساني أمام الجريمة الكبرى التي ارتكبها الصهاينة دليلاً على سقوط الأخلاق الإنسانية في العالم المعاصر وزوال الأخلاق من ميدان العلاقات الدولية.[10]
- حسن قشقاوي  [لغات أخرى]‏، المتحدث باسم وزارة الخارجية الإيرانية، في لقائه الأسبوعي مع الصحفيين في 12 يناير/كانون الثاني 2009، انتقد سلوك الحكومات في التعامل مع غزة وقال: «ليس من الممكن للحكومات أن تذهب في إجازات تاريخية وتجلس داخل فنادق دافئة وناعمة لمشاهدة فيلم الجرائم الصهيونية، يجب أن يصبح مشاهدة الفيلم عملاً تنفيذياً».[11]

### محاولة نقل الأمم المتحدة
وأعلنت الحكومة والبرلمان الإيرانيان المتشددان، واللذان أرادا في السابق تغيير موقع الأمم المتحدة من الولايات المتحدة، أنهما سيتحملان تكاليف نقل الأمم المتحدة من أجل منع (حسب قولهما) نفوذ الولايات المتحدة وإسرائيل على هذه المنظمة.

### إرسال ممثلين إلى الدول
أرسل محمود أحمدي نجاد ممثلين له إلى بلدان مختلفة. على الرغم من ذلك، في هذه الأثناء، لم يتم قبول نائبه البرلماني، محمد رضا رحيمي، الذي تم إرساله إلى المغرب، من قبل ملك ذلك البلد.

### تشكيل مقر لإعادة إعمار غزة
بأمر من أحمدي نجاد، شُكِّل مقر إعادة إعمار غزة بعد انتهاء حرب غزة. وجاء في موافقات هذا المقر: «في أقرب فرصة، سيُشيِّد هذا المقر ويُجهِّز ألف وحدة سكنية، وعشر مدارس، وخمسة مساجد، ويُرمِّم 500 وحدة تجارية وخدمية، ويُرمِّم ويُجهِّز مستشفى، ويُرمِّم ويُجهِّز وحدة جامعية. كما تَقرَّر اتخاذ ترتيبات لعلاج أربعة آلاف جريح في هذا الهجوم الوحشي. ومن بين برامج مقر إعادة إعمار غزة الأخرى مساعدة جميع عائلات شهداء حرب الاثنين والعشرين يومًا ومحاربيها القدامى، ورعاية الأيتام والجرحى، والمساعدة في إعادة بناء البنية التحتية الحضرية».

### إعادة بناء مبنى برلمان غزة
كما أعلن علي لاريجاني رئيس البرلمان الثامن أن مبنى برلمان غزة سيتم تجديده بأموال البرلمان الإيراني.

## رد فعل الأطراف
- أدان إبراهيم يزدي، الأمين العام لحركة الحرية الإيرانية، في مراسم عزاء يوم عاشوراء، جرائم إسرائيل في غزة، ووصف هجوم إسرائيل على غزة بأنه «انتصار للإرهاب»، وقال إنهم يهدفون إلى تخويف المسلمين، ولكن هذه السياسة لا تنجح. وأعلنت حركة تحرير إيران أيضًا استعدادها لجمع التبرعات والتبرع بها لشعب غزة.[16]

## رد فعل السلطات العسكرية
- أكد رئيس مؤسسة حفظ ونشر الآثار والقيم الدفاعية المقدسة  [لغات أخرى]‏، سردار مير فيصل باقر زاده، أن أهم مساعدة لشعب غزة هي العمل العسكري، مشيرا إلى أنه حان الوقت للدول الإسلامية لوضع الخيار العسكري ضد إسرائيل على جدول الأعمال. قبل ذلك، لم يكن لدى العسكريين، رغماً عنهم، الشجاعة للتعبير علناً عن نيتهم القيام بعمل عسكري ضد إسرائيل.[17]
- وقال محسن رضائي، أمين مجمع تشخيص مصلحة النظام، الذي كان قائداً سابقاً للحرس الثوري الإسلامي، إنه لو لم تكن هناك اعتبارات سياسية لاستقلت من وظيفتي وذهبت إلى غزة للقتال.[18]

## ردود أفعال الطلاب
- في ليلة 28 ديسمبر 2008 تجمع الطلاب أمام مكتب حامي مصالح مصر. ومن بين المطالبات في التجمعات وردود الأفعال إغلاق مكتب راعي المصالح المصرية، وكذلك سفارتي السعودية الأردن في طهران.
- قام بعض طلاب جامعات البلاد، استجابة لقرار الجهاد الصادر عن قائد إيران، بتسجيل وحدات استشهاد القدس الطلابية لإرسالها إلى فلسطين للقتال ضد إسرائيل.[19]
- ثلاث مؤسسات طلابية تتكون من «اتحاد الجمعيات الإسلامية للطلاب المستقلين في الجامعات في جميع أنحاء البلاد»، و«اتحاد الجمعيات الطلابية الإسلامية»، و«حركة العدالة الطلابية» إلى جانب «التعبئة الطلابية في الجامعات في جميع أنحاء البلاد» (التي تعمل تحت إشراف الحرس الثوري) و«طيف الأقليات في مكتب الوحدة» (بما في ذلك جمعيات جامعتين) أدانت الهجوم العسكري الإسرائيلي على غزة. وبتوجيه رسالة إلى زعيم إيران، أعلنت هذه المؤسسات استعدادها لدعم الشعب الفلسطيني، وأكدت أنها لن تترك شعب غزة المظلوم وحده.[20] كما وجهت المؤسسات الطلابية المذكورة في تحرك منسق رسالة إلى السفير الأردني ومسؤول الموارد المصرية في إيران تطالب فيها حكومتي مصر والأردن باتخاذ إجراء عاجل ضد إسرائيل أو مغادرة إيران قبل الساعة الثانية عشرة من ظهر يوم الخميس الموافق 1 يناير 2009.[21]
- احتج بعض الطلاب على تصرفات بعض الحكومات، بما في ذلك المملكة المتحدة، رداً على صمتها و(حسب قولهم) تواطؤها في الهجوم الإسرائيلي على غزة، وفي 30 ديسمبر/كانون الأول 2008، دخلوا حديقة غولهاك  [لغات أخرى]‏ عبر عبور الحواجز الأمنية والاشتباك مع الشرطة وإصابتهم. وقام الطلاب بتنظيم صلاة جماعية، ورفع العلم الفلسطيني في مكان هذه الحديقة. وانتهى هذا الإجراء باشتباك الشرطة مع الطلاب.[22]
- وفي رسالة موجهة إلى السفير الأردني ومسؤول المصالح المصرية في إيران، طالبت عدة مؤسسات طلابية حكومتي مصر والأردن باتخاذ إجراءات عاجلة ضد إسرائيل أو مغادرة إيران قبل الساعة الثانية عشرة من ظهر يوم الخميس الموافق الأول من يناير/كانون الثاني 2009.[21]
- وفي أعقاب تصريح علي خامنئي بشأن ضرورة اتخاذ إجراءات عملية ضد إسرائيل، نظم بعض الطلاب اعتصاماً في مطار مهرآباد وطالبوا بتوفير التسهيلات اللازمة لإرسالهم إلى غزة للدفاع عن الشعب الفلسطيني.[23][24]

## ردود الفعل العامة
- قدمت ليلى إبراهيمي، عضو الفريق الوطني لألعاب القوى، جوائزها القياسية الوطنية للأطفال والنساء في غزة.[25]
- كسرت سفينة المساعدات الآسيوية الحصار المفروض على غزة من قبل إيران، واتجهت إلى غزة.[26]
- وفي 13 يناير/كانون الثاني 2009، أقيمت دورة تضامنية مع طلاب غزة في مدارس إيران، حيث تعرف الطلاب على جرائم إسرائيل وتاريخ فلسطين.[27]
- واعتبرت شيرين عبادي هذه الاعتداءات عملاً يتنافى مع كل معايير حقوق الإنسان، وقالت: إن ما يحدث في غزة يؤلم قلب كل إنسان.[28]
- أقام المجاهدون والمضحون في طهران مظاهرة عفوية في ساحة فلسطين صباح يوم الأحد 4 يناير 2009 دعماً لأهل غزة. وفي هذا التجمع صدر قرار يدين جرائم غزة.[29][30]
- وفي يوم الأحد الموافق 4 يناير 2009، وقع أهالي قرية شهر ري على عريضة بطول 15 متراً دعماً لأهالي غزة.[31]

## بيان مكتب تعزيز الوحدة والاستيلاء على صحيفة كاركوزاران
في 30 ديسمبر 2008 أصدر مكتب تعزيز الوحدة غير الشرعي بياناً أدان فيه قتل إسرائيل لشعب غزة، كما انتقد بشدة الجمهورية الإسلامية الإيرانية وحماس:
إن أيدي أولئك الذين سلحوا وشجعوا جماعات مثل حماس، وهي الجماعة التي كانت حتى الأمس مغرمة صدام حسين وأعلنت الحداد العام لمدة ثلاثة أيام بسبب وفاة المجرم صدام، ملوثة بدماء الأبرياء الذين سقطوا على الأرض خلال هذه الصراعات، والآن يجب أن يحاسبوا على الوضع المؤسف في غزة أمام الإنسانية. إن ترك «فهم منطق السلام» لشعوب المنطقة هو توقع يأتي من بعض حكام المنطقة الانتهازيين وهو غير متحقق! حكام حددوا على الأقل جزءاً من هويتهم وبقائهم في ظل استمرار الحرب في المنطقة ولا يدخرون جهداً في سبيل هذه القضية. إن جرائم إسرائيل في غزة اليوم مستهجنة بشدة. ومع ذلك، فإن قيام الجماعات الإرهابية بالاحتماء في رياض الأطفال والمستشفيات من أجل مهاجمة الجانب الآخر، مما تسبب في قصف وموت المزيد من الأطفال والمدنيين، هو أمر مدان أيضًا وعمل مناهض للإنسانية.
وكانت صحيفة «كاركوزاران» هي الوسيلة الإعلامية الوحيدة التي نقلت أجزاء من هذا البيان. ولقي نشر هذا البيان ونشره في صحيفة كاركوزاران رد فعل قويا من وسائل الإعلام الحكومية وصحيفة كيهان التي يديرها ممثل علي خامنئي، وتم حظر صحيفة كاركوزاران في اليوم التالي. وبعد الاعتقال، أكد رئيس تحرير صحيفة كاركوزاران أن المحتوى المنشور لم يتم قبوله من قبل هذه المؤسسة وأنه كان من باب نشر الأخبار فقط. كانت صحيفة كاركوزاران تعتبر بمثابة لسان حال قيادة حزب البناء.

### البيان الثاني لمكتب تعزيز الوحدة
وفي بيانه الثاني، أكد مكتب تعزيز الوحدة على معاملة الحكومة لناشطي حقوق الإنسان والطلاب والصحافة، وأكد أن الحكومة تنوي استغلال الصراعات في غزة:
من الممكن قبول ادعاءات القوى الأصولية بدعم الشعب الفلسطيني عند تطبيقها المعايير الإنسانية تجاه الشعب الإيراني... تناقض الحكومة التاسعة وتوترها وتعارضها مع المصالح الوطنية، فهي تتحدث من جهة عن «محو إسرائيل من خريطة العالم» وتعتبر «الصداقة مع الشعب الإسرائيلي» موقفها وتدافع عنه من جهة أخرى، مما يُفقد إيران مكانتها في العلاقات الإقليمية ويشوه سمعتها في المجتمع الدولي. ولا داعي لتفسير العواقب السلبية لهذا التوتر على المصالح الوطنية الإيرانية.

## هجوم وتحذير للشركات

### شركة بينيتون
بعد الهجوم على الفرع المركزي لشركة بينيتون في طهران وإشعال النار فيه، أغلقت الشرطة الإيرانية جميع فروع هذا المتجر. ورداً على الاحتجاجات، ادعت الشرطة أن الشركة أغلقت بسبب انتمائها للصهاينة. وفي وقت سابق، هاجمت صحيفة إيرانية تابعة لحكومة أحمدي نجاد هذه الشركة ورئيس بلدية طهران (قاليباف) لاستضافته مديرها.

### شركة خوشغوار
حذر وزير الصناعة (علي أكبر محرابيان) نيابة عن الحكومة شركة خوشغوار من ضرورة إنهاء عقدها مع شركة كوكا كولا الصهيونية.

## الاعتداءات على نشطاء حقوق الإنسان والأحزاب

### شيرين عبادي
استغلت حكومة أحمدي نجاد الصراعات في غزة بشكل كامل لتهديد نشطاء حقوق الإنسان والمؤسسات المدنية والمنتقدين. قامت السلطات الحكومية أولاً بإغلاق مكتب مركز شيرين عبادي للمدافعين عن حقوق الإنسان، ثم قامت بعض قوات الباسيج بمداهمة منزلها. وكانت عبادي من بين الذين أدانوا الهجوم الإسرائيلي على غزة في إيران، ولكن قوات الباسيج أزالت لافتة محاميها التي تحمل شعار «إسرائيل ترتكب جرائم – عبادي تؤيدها» وهاجمت منزلها دون أي عائق من الشرطة.

### حل مكتب تعزيز الوحدة بسبب انتقادات لحماس
بعد نشر بيان مكتب تعزيز الوحدة الذي انتقد الحكومة الإسرائيلية لقتلها المدنيين وحماس لاستخدامها المناطق المدنية لمهاجمة إسرائيل وحكومة الجمهورية الإسلامية الإيرانية لمصلحتها في نشر الحرب والصراع في المنطقة، قامت وزارة العلوم بحل مكتب تعزيز الوحدة في بيان. ويعد مكتب تعزيز الوحدة أكبر وأقدم اتحاد طلابي في إيران، والذي يتعرض لضغوط شديدة بسبب انتقاده للنظام منذ عقد من الزمان، وقد تم اعتقال المئات من أعضائه وسجنهم. وجاءت هذه المواجهة بعد أن نشرت صحيفة كيهان التي يرأسها حسين شريعتمداري ممثل علي خامنئي مقالا بعنوان «تعاملنا مع كاركزاران فلماذا لا تتعاملون أنتم مع مكتب تعزيز الوحدة؟»، مطالبة بالتعامل مع هذه المنظمة. كما تم تهديد أعضاء مكتب تعزيز الوحدة بالقتل. وقال سكرتير مكتب تعزيز الوحدة أن الحكومة الإيرانية جعلت من غزة ذريعة للتسويات السياسية.

### الهجوم على تجمع النشطاء المدنيين
هاجمت قوات الباسيج مجموعة من النساء والناشطات الاجتماعيات في ساحة فلسطين مرددين شعارات «الموت لطالبي السلام» و«الموت للمتنازل» و«الله أكبر، خامنئي هو القائد» والشتائم، وبعد أن انهالوا عليهن بالضرب أجبروهن على مغادرة ساحة فلسطين.

### منع تجمع حركة الحرية
لم تسمح حكومة أحمدي نجاد لحركة تحرير إيران بتنظيم المظاهرات للدفاع عن شعب غزة.

## التلفزيون الإيراني
قامت إذاعة وتلفزيون الجمهورية الإسلامية الإيرانية بنشاط واسع للدفاع عن شعب غزة وإدانة الهجمات الإسرائيلية. وقد أثار جزء من أداء الإذاعة والتلفزيون، بما في ذلك عرض صور جثث القتلى الملطخة بالدماء في برنامج الأطفال، انتقادات من بعض الصحف.

### التحقيق في الصحف
من خلال نشر المقابلات غير المكتملة التي أجرتها مع مديري صحيفتي اعتماد واعتماد ملي وإيران، بدأت إذاعة وتلفزيون الجمهورية الإسلامية الإيرانية بالتحقيق معهم واتهامهم بعدم تغطية أخبار حرب غزة، الأمر الذي قوبل برد فعل قوي من وسائل الإعلام ووصف بالفضيحة.

## اعتصامات وهجمات على السفارات في طهران
تزامناً مع الهجوم الإسرائيلي على غزة، طلبت وزارة الخارجية الإيرانية من شرطة البلاد منع أي هجمات محتملة على السفارات في طهران. لأن وفقًا لاتفاقية فيينا لعام 1961، فإن الحكومات المضيفة مسؤولة عن حماية وأمن السفارات الأجنبية في بلادها. ورغم ذلك اعتصم بعض طلاب الباسيج أمام سفارات بعض الحكومات العربية والسفارة البريطانية في طهران، وطالبوا بإخلاء هذه السفارات. وجلست مجموعة أمام السفارة وهددت بأنه إذا لم تفتح مصر معابرها الحدودية على حدود غزة بحلول ظهر يوم 31 ديسمبر/كانون الأول 2008، فسوف يضطر السفير المصري إلى مغادرة إيران.
في اليوم الرابع من الغارات الجوية على قطاع غزة، تظاهر بعض طلاب الباسيج أمام مكتب حماية المصالح المصرية في طهران، ثم هاجموا الحديقة الصيفية للسفارة البريطانية في غولهك ‏. وتمكن عدد من المتظاهرين من دخول السفارة ورفع علم فلسطين فيها. وأطلقت الشرطة الدبلوماسية في طهران، المسؤولة عن حماية السفارة، النار جواً لمنع المتظاهرين من دخول حديقة السفارة البريطانية.
في حين كان من الممكن للطلاب دخول عدة سفارات بل واحتلالها، مثل مكتب حامي المصالح المصرية في طهران، والسفارة الأردنية، والسفارة البريطانية، مير أحمدي، بصفته ممثلاً للهيئة التمثيلية القيادية في الجامعات، ظهر من بين الطلاب أعضاء جماعات الاستشهاد «لبيك يا خامنئي» وصرحوا: «أثناء حضورهم المنصة ومواصلة الاحتجاجات، وخاصة أمام السفارات، وبموجب الاتفاقيات الدولية، لا يُسمح للطلاب بدخول المكاتب والمباني، لكن يمكنهم التعبير عن احتجاجاتهم قدر استطاعتهم». بعد هذه المحادثات، ونظرًا لأن حركة الطلاب كانت تتبع خامنئي، فقد انخفضت احتمالية دخول السفارات.

## تحديد مكافأة اغتيال مبارك
وفي الليلة الأخيرة من الاعتصام في مطار مهرآباد، نظمت الحركة الطلابية من أجل العدالة برنامجاً لتحديد مكافأة قدرها مليون دولار لمن يقتل الرئيس المصري حسني مبارك بالتعاون مع بعض المنظمات غير الحكومية، والتي تم رفعها فيما بعد إلى 1.5 مليون دولار. وقد تبع قرار منح هذه الجائزة ردود فعل من جانب السلطات المصرية.
وكانت هذه المنظمة الطلابية قد عرضت في وقت سابق مكافآت بملايين الدولارات لمن يقوم باغتيال مسؤولين إسرائيليين.

## التسجيل لإرسال القوات
أطلق طلاب الباسيج، واتحاد الجمعيات الإسلامية المستقلة، وجمعية الطلاب الإسلامية، وحركة العدالة الطلابية، وفرع شيراز (الأقلية) لمكتب تحكيم الوحدة، موقعًا إلكترونيًا باسم مجموعة الطلاب من أجل الشهادة لتسجيل المتطوعين الإيرانيين لإرسالهم إلى غزة والقتال ضد القوات الإسرائيلية.

## إجبار المنظمات غير الحكومية على إدانة إسرائيل
أمرت منظمة الشباب الوطنية جميع المنظمات غير الحكومية في إيران بالتوقيع على النص الذي أعدته هذه المنظمة، وإرسال ممثلين عنها للتجمع أمام مكتب الأمم المتحدة وسفارات الدول العربية. وأعدت هذه المنظمة بيانًا يدين إسرائيل، متضمنًا 30 نصًا مختلفًا، وأرسلته إلى مكاتب المنظمة في 30 محافظة من محافظات البلاد. وأُلزمت المنظمات غير الحكومية بالتوقيع على هذه البيانات. ويُرسل ممثلو المنظمات غير الحكومية إلى طهران في حافلات حكومية برفقة قوات الباسيج التابعة لكتائب عاشوراء. وهددت منظمة الشباب الوطنية المنظمات غير الحكومية في جميع أنحاء البلاد بحلها إذا لم تمتثل لهذا الأمر.

## تعليمات سياسية دعائية للحرس الثوري الإيراني
أوضح الحرس الثوري الإسلامي، الذي اعتبر نفسه مُلزمًا منذ البداية بالتدخل في الصراعات العربية الإسرائيلية مع تأسيس فيلق القدس، الدعاية الإيرانية في إحاطة قدّمها لما يُسمى «القادة السياسيين»: «في الحركة الإعلامية، ينبغي التركيز على ما ورد في رسالة القائد، وتغييرها من شكل الأخبار إلى عمليات إعلامية موسعة تشمل التحليل والتحريض والنقد وتشجيع الناس على التأييد والتظاهر، ومن ثم إجراء مقابلات مع علماء المسلمين ورؤساء الأزهر والمثقفين... و... ينبغي إعطاء الأولوية لجميع الجهود في البيئة الخارجية للبيئة الداخلية لفلسطين، والبيئة المحيطة بالكيان الصهيوني، ثم المناطق الأخرى، والتطورات في الضفة الغربية وفلسطينيي عام 1948 يمكن أن تُشكّل ضغطًا كبيرًا على الكيان الصهيوني». كما ورد في هذه التعليمات «تفعيل البيئة الداخلية المصرية وإدارة الضغوط الدعائية والسياسية والإعلامية والدينية في مصر».

## اختراق موقع بالاتارين
اختُرق موقع «بالاتارين»، الذي أطلق ليكون أول موقع تعاوني لجمع وربط المواقع الإلكترونية باللغة الفارسية، بعد وقت قصير من أزمة غزة. وذكرت وسائل الإعلام الحكومية أن سبب اختراق هذا الموقع هو عدم وجود دعم لمواقف النظام خلال حرب غزة.

## خصم المساعدات المقدمة لغزة من ضرائب دافعي الضرائب
وبموجب موافقة الحكومة الإيرانية، تعتبر كافة الأموال التي يدفعها الأفراد لغرض إعادة إعمار غزة بمثابة نفقات ضريبية مقبولة في السنة المالية لدافع الضرائب.

## وصلات خارجية
- فك رموز موقف إيران من حرب غزة
- ردود الفعل الإيرانية على أحداث 10 يوليو وغزو غزة
- إيران وحرب غزة
- إيران وحماس والجهاد الإسلامي: زواج مصلحة
- العلاقة بين إيران وحماس في عام 2008